# El Parracoll
El Parracoll är en bergstopp i Spanien.   Den ligger i provinsen Província de Tarragona och regionen Katalonien, i den östra delen av landet, 400 km öster om huvudstaden Madrid. Toppen på El Parracoll är 185 meter över havet.
Terrängen runt El Parracoll är platt åt sydost, men åt nordväst är den kuperad. En vik av havet är nära El Parracoll åt sydost.  Närmaste större samhälle är Deltebre, 18,7 km söder om El Parracoll. Omgivningarna runt El Parracoll är i huvudsak ett öppet busklandskap.